# Municipio de Spring Creek (Dakota del Sur)
El municipio de Spring Creek (en inglés: Spring Creek Township) es un municipio ubicado en el condado de Moody en el estado estadounidense de Dakota del Sur. En el año 2010 tenía una población de 125 habitantes y una densidad poblacional de 1,36 personas por km².

## Geografía
El municipio de Spring Creek se encuentra ubicado en las coordenadas 44°9′7″N 96°35′25″O / 44.15194, -96.59028. Según la Oficina del Censo de los Estados Unidos, el municipio tiene una superficie total de 91.58 km², de la cual 91,57 km² corresponden a tierra firme y (0,02 %) 0,02 km² es agua.

## Demografía
Según el censo de 2010, había 125 personas residiendo en el municipio de Spring Creek. La densidad de población era de 1,36 hab./km². De los 125 habitantes, el municipio de Spring Creek estaba compuesto por el 97,6 % blancos, el 2,4 % eran asiáticos. Del total de la población el 0 % eran hispanos o latinos de cualquier raza.